# Марек Домбровський
Марек Домбровський (пол. Marek Dąbrowski, нар. 28 листопада 1949) — польський фехтувальник на рапірах, олімпійський чемпіон (1972 рік), призер чемпіонатів світу.

## Виступи на Олімпіадах
| Олімпіада     | Дисципліна           | Місце |
| ------------- | -------------------- | ----- |
| Мюнхен 1972   | індивідуальна рапіра | 6     |
| Мюнхен 1972   | командна рапіра      | 1     |
| Монреаль 1976 | індивідуальна рапіра | 9     |
| Монреаль 1976 | командна рапіра      | 5     |